# Вільямсдейл (Огайо)
Вільямсдейл (англ. Williamsdale) — переписна місцевість (CDP) в США, в окрузі Батлер штату Огайо. Населення — 578 осіб (2020).

## Географія
Вільямсдейл розташований за координатами 39°26′31″ пн. ш. 84°31′47″ зх. д. / 39.44194° пн. ш. 84.52972° зх. д. (39.442074, -84.529831).  За даними Бюро перепису населення США в 2010 році переписна місцевість мала площу 0,45 км², уся площа — суходіл.

## Демографія
Згідно з переписом 2010 року, у переписній місцевості мешкала 581 особа в 219 домогосподарствах у складі 154 родин. Густота населення становила 1288 осіб/км².  Було 242 помешкання (536/км²).
Расовий склад населення:
| - 97,2 % — білих - 0,7 % — корінних американців - 0,2 % — чорних або афроамериканців |

До двох чи більше рас належало 1,9 %. Частка іспаномовних становила 1,5 % від усіх жителів.
За віковим діапазоном населення розподілялося таким чином: 24,8 % — особи молодші 18 років, 60,7 % — особи у віці 18—64 років, 14,5 % — особи у віці 65 років та старші. Медіана віку мешканця становила 39,9 року. На 100 осіб жіночої статі у переписній місцевості припадало 106,8 чоловіків;  на 100 жінок у віці від 18 років та старших — 103,3 чоловіків також старших 18 років.
Середній дохід на одне домашнє господарство  становив 46 996 доларів США (медіана — 44 375), а середній дохід на одну сім'ю — 52 360 доларів (медіана — 60 000). За межею бідності перебувало 24,3 % осіб, у тому числі 31,0 % дітей у віці до 18 років та 0,0 % осіб у віці 65 років та старших.
Цивільне працевлаштоване населення становило 304 особи. Основні галузі зайнятості: освіта, охорона здоров'я та соціальна допомога — 24,3 %, роздрібна торгівля — 17,4 %, фінанси, страхування та нерухомість — 13,5 %, виробництво — 11,2 %.